# Темірбецький сільський округ
Темірбе́цький сільський округ (каз. Темірбек ауылдық округі, рос. Темирбекский сельский округ) — адміністративна одиниця у складі Байзацького району Жамбильської області Казахстану. Адміністративний центр — село Тегістік.
Населення — 1690 осіб (2021; 2113 у 2009, 2229 у 1999, 2372 у 1989).
Станом на 1989 рік існувала Космосольська сільська рада (села Сарибулак, Тегістік, Чапаєво).

## Склад
До складу округу входять такі населені пункти:
| Населений пункт | Старі назви | Населення, осіб (1989) | Населення, осіб (1999) | Населення, осіб (2009) | Населення, осіб (2021) |
| --------------- | ----------- | ---------------------- | ---------------------- | ---------------------- | ---------------------- |
| Сарибарак, село | Сарибулак   | 536                    | 576                    | 581                    | 481                    |
| Тегістік, село  | -           | 895                    | 860                    | 738                    | 698                    |
| Шахан, село     | Чапаєво     | 941                    | 793                    | 794                    | 511                    |